# アサヒブロイラー
株式会社アサヒブロイラー（ASAHI BROILER CO.,Ltd.）は、鶏肉の加工・生産・販売を手掛ける日本の企業。全農グループの企業であり、全農チキンフーズの100%子会社。

## 概要
1957年に設立。鶏肉・鶏加工品の製造の他にも、首都圏と石川県において直営店も運営している。
1969年の明治グループ入り後、長らく同グループにおける鶏肉関連事業を担ってきた。しかし、明治ホールディングスは事業の選択の一環として、2020年3月10日に明治が保有するアサヒブロイラー株式を、2020年4月27日と2021年4月1日の2回に分けて全農チキンフーズへ譲渡することを発表した。2020年4月27日、明治が保有していたアサヒブロイラー株式の90%が予定通り全農チキンフーズへ譲渡されると同時に、明治グループから離脱。2021年4月1日には、残りの株式も譲渡され、52年間続いた明治との資本関係を解消した。
全農グループは、アサヒブロイラーの子会社化により、ブロイラー飼育生産、鶏肉処理加工、物流・保管、卸売素材販売、鶏肉・鶏加工品の直営店運営の一体運営が図れるとしている。

## 事業所
- 本社 - 東京都中央区日本橋小網町8-7 第2山万ビル5階
- 埼玉工場 - 埼玉県日高市大谷沢275

## 沿革
- 1957年5月29日 - 設立。同時に鶏肉の生産・加工・流通の研究に着手。
- 1964年 - 埼玉工場が完成。売店小売り事業を開始。
- 1969年 - 明治乳業の傘下に入る。
- 1970年 - 日本初のフライドチキン専門店を世界貿易センタービルに開業。
- 1989年 - 埼玉工場を改装。
- 2003年 - 埼玉工場を再改装。
- 2010年 - 埼玉工場を改築。
- 2020年4月27日 - 明治が保有している株式の内90%を全農チキンフーズへ譲渡。全農チキンフーズの連結子会社となる。
- 2021年4月1日 - 明治が保有している株式10%を全農チキンフーズへ譲渡。同時に全農チキンフーズの完全子会社となる。
- 2022年9月20日 -　本社を東京都江戸川区から東京都中央区へ移転。

## 直営店
詳細は直営店のご案内を参照。